# 岩泉駅
岩泉駅（いわいずみえき）は、かつて岩手県下閉伊郡岩泉町中野に存在した、東日本旅客鉄道（JR東日本）岩泉線の駅である。同線の終着駅だった。岩泉線の廃線により2014年（平成26年）3月31日限りで廃止となった。

## 歴史
- 1972年（昭和47年）2月6日：開業（当時から簡易委託駅だが、国鉄バス岩泉駅前駅窓口扱いとなる）[1]。
- 1984年（昭和59年）2月1日：荷物扱い廃止[2]。
- 1987年（昭和62年）4月1日：国鉄分割民営化により、東日本旅客鉄道の駅となる[1]。
- 2000年（平成12年）4月1日：JRバス乗車券・定期券・回数券取扱を廃止。同時に「JRバス岩泉駅前駅」から「JR東日本岩泉駅」となる（窓口での鉄道乗車券発売は継続、茂市駅管理化）。
- 2002年（平成14年）：東北の駅百選に選定される。
- 2008年（平成20年）：岩泉町により駅舎改修工事が行われる。
- 2010年（平成22年）
  - 7月31日：災害により、岩泉線が不通となる。
  - 8月2日：代行バスによる運行開始。
- 2014年（平成26年）4月1日：岩泉線の廃止に伴い廃駅となる[3][4]。

## 駅構造
列車本数が極めて少なかった岩泉線にあって二階建ての大きな駅舎だった。駅舎の2階に岩泉町観光協会と岩泉商工会が併設され、JRバス東北の乗務員休憩所も入居し、早坂高原線の従業員が夜間宿泊に使用した。
ホームは単式ホーム1面1線だった。一見すると島式交換形だが、駅舎側のホームには線路が敷かれていない。当初、線路はここから宮古線小本駅（現三陸鉄道リアス線岩泉小本駅）まで延伸する計画があった。
茂市駅管理の簡易委託駅。駅舎の1階に「きっぷうりば」があり岩泉からの切符（常備券）を発売していた。また盛岡駅まで出て東北新幹線を利用する人のために、盛岡から仙台、大宮、東京（都区内）までの片道乗車券と新幹線指定席特急券（料金補充券）を発売していた。列車が発着するのは朝晩だけだったため、日中は係員が不在になる時があった。
岩泉線廃止後も駅舎は解体されず、岩泉商工会・JRバス東北が引き続き利用している。かつて入居していた岩泉町観光協会は龍泉洞付近に移転している。

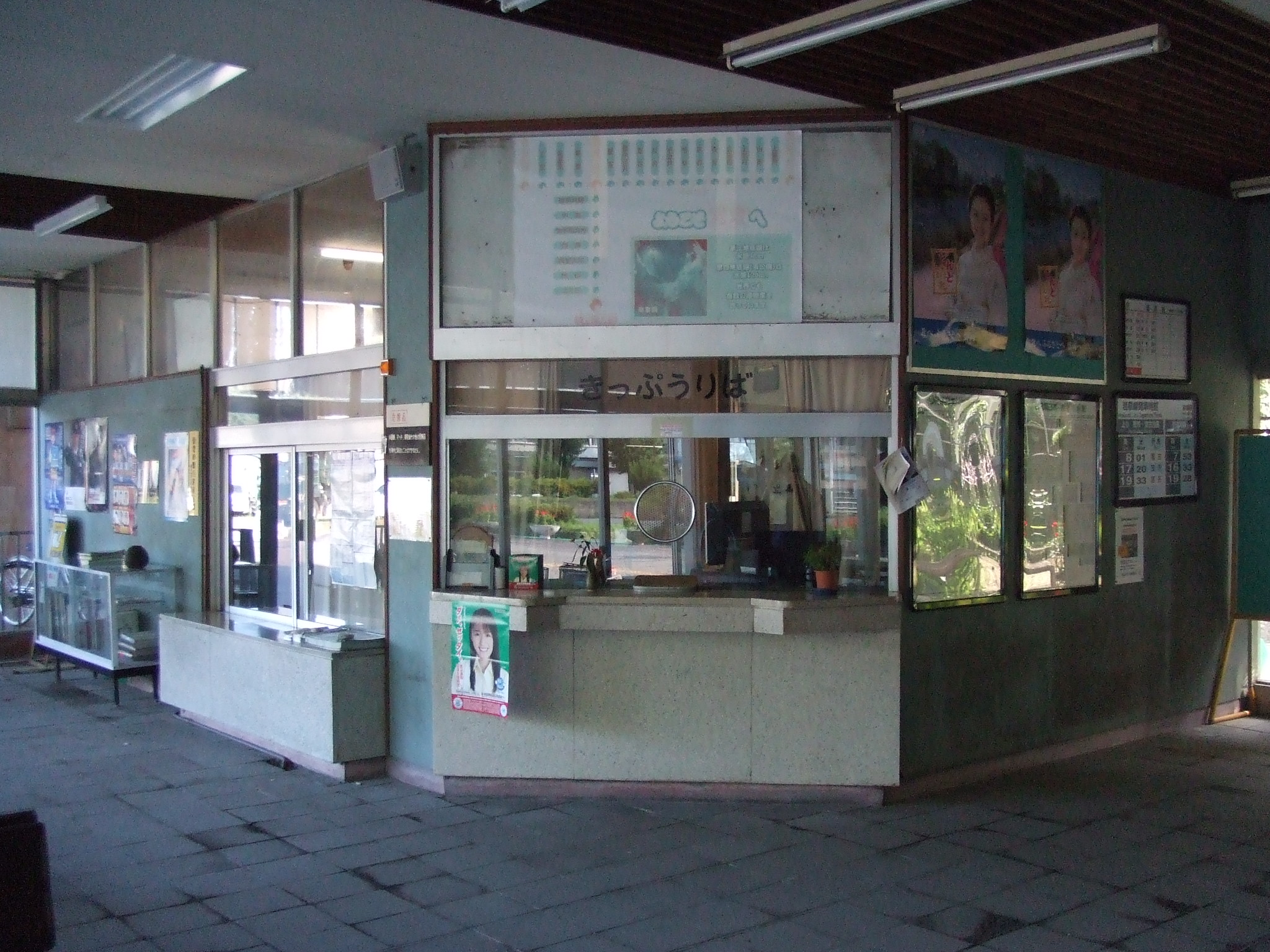
出札窓口（2008年8月）
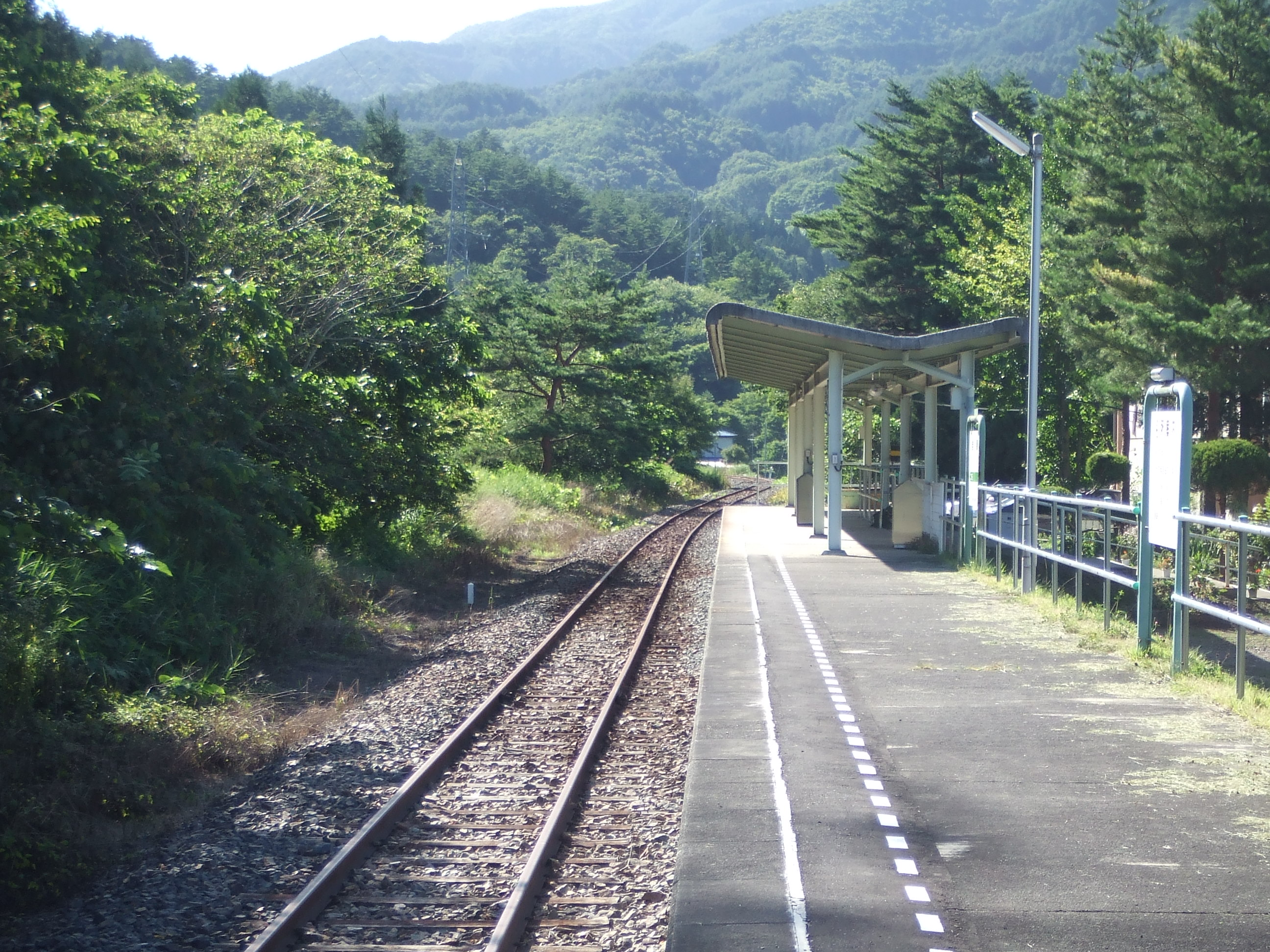
ホーム（2008年8月）
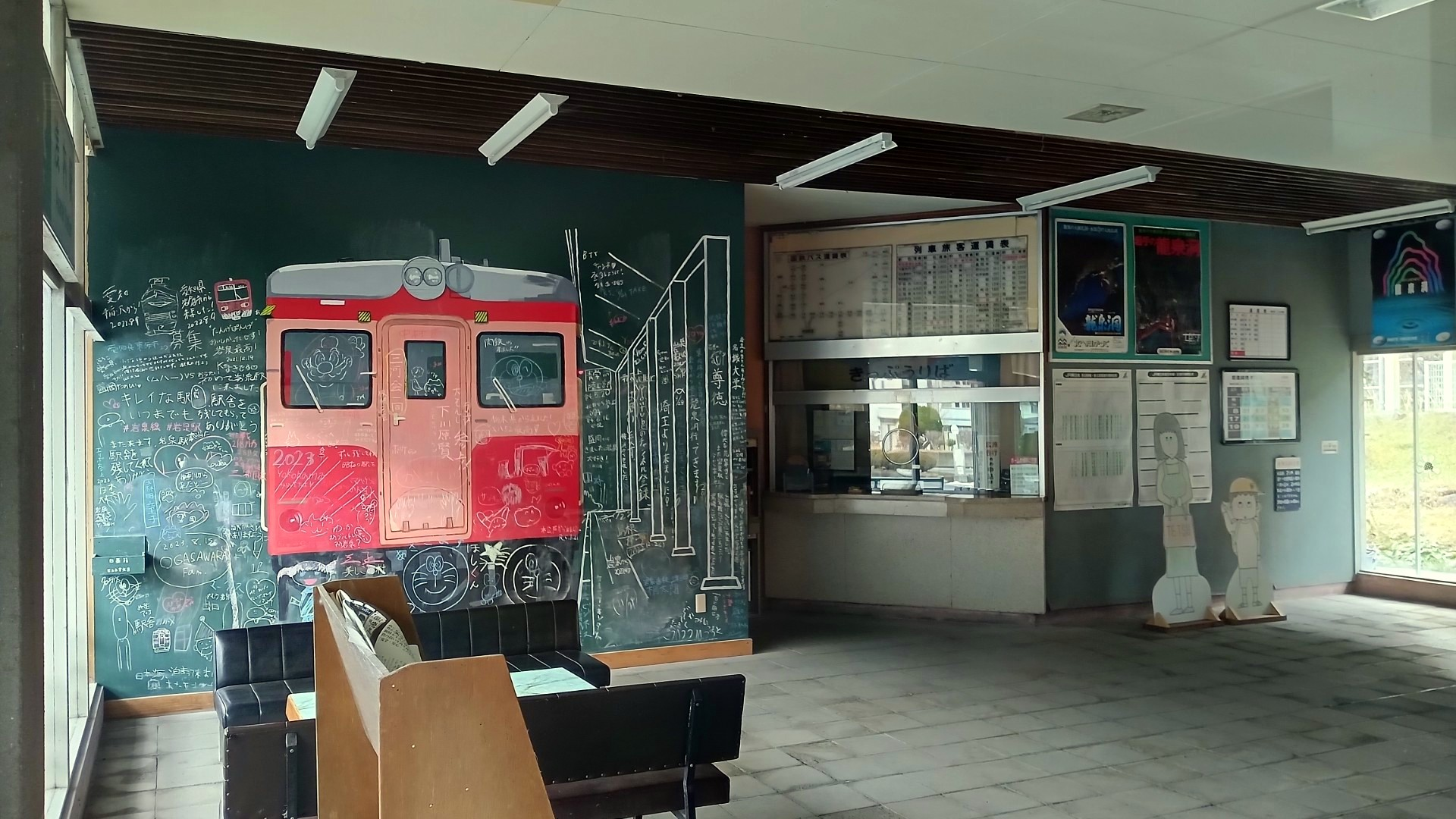
廃止後の駅舎内（2023年12月）

## 利用状況
| 年度               | 1日平均 乗降人員 | 1日平均 乗車人員 | 備考            |
| ------------------ | ---------------- | ---------------- | --------------- |
| 1988年（昭和63年） | 174              |                  | 4本/日の運行    |
| 2000年（平成12年） |                  | 42               |                 |
| 2001年（平成13年） |                  | 41               |                 |
| 2002年（平成14年） |                  | 43               |                 |
| 2003年（平成15年） |                  | 55               |                 |
| 2004年（平成16年） |                  | 46               |                 |
| 2005年（平成17年） |                  | 44               |                 |
| 2006年（平成18年） |                  | 33               |                 |
| 2007年（平成19年） |                  | 30               |                 |
| 2008年（平成20年） |                  | 21               |                 |
| 2009年（平成21年） | 42               | 22               |                 |
| 2010年（平成22年） |                  | 14               | 8/2よりバス代行 |
| 2011年（平成23年） |                  | 11               | バス代行        |
| 2012年（平成24年） |                  | 12               | バス代行        |
| 2013年（平成25年） |                  | 17               | バス代行        |

## 駅周辺
国の天然記念物に指定されている龍泉洞の最寄り駅（徒歩15 - 30分、バス・タクシー5 - 15分）となっている。
また、岩手県道221号岩泉停車場線を歩いて小本川に架かる橋を超えた国道455号（小本街道）付近が中心市街地となっている。商店街もある。
- 岩手県岩泉警察署
- 岩泉町役場
- 宮古地区広域行政組合岩泉消防署
- 岩泉郵便局

## バス路線
最寄りの停留所は、岩泉消防署前（2014年4月1日に「岩泉駅前」から改称）となる。以下の路線が乗り入れ、岩泉運輸、岩手県北バス、小川タクシー、田野畑交通により運行されている。また、国道上にある岩泉橋（2009年11月30日までは「上岩泉」、その後は「岩泉駅口」を経て2014年4月1日に現名称）も駅から徒歩5分程度となっており、利用が可能となっている。
岩泉消防署前
- 岩泉町民バス
  - 小本線：龍泉洞・乙茂・岩泉小本駅・大牛内・宮古駅方面
  - 有芸線：乙茂・有芸方面
  - 沢中・夏節線：龍泉洞・夏節・室場方面
  - 安家洞線：龍泉洞・安家洞方面
  - 鼠入線：鼠入・木原口方面
- 田野畑村営バス
  - 龍泉洞・夏節・沼袋・田野畑方面

岩泉橋
- 東日本交通
  - 岩泉茂市線：浅内・茂市方面（JR岩泉線廃止代替バス）
- 岩泉町民バス
  - 大川・釜津田線：浅内・岩手大川駅・釜津田方面
  - 国境・上荒沢口線：岩手小川・上国境方面
- JRバス東北早坂高原線：龍泉洞方面、盛岡方面

## その他
- 「周囲を緑に囲まれた静かな山間の駅」として、東北の駅百選に選定された。

## 隣の駅
東日本旅客鉄道（JR東日本）
■岩泉線
二升石駅 - 岩泉駅